# Lap of Luxury
Lap of Luxury es el décimo álbum de estudio de la banda de rock estadounidense Cheap Trick, publicado el 12 de abril de 1988 y producido por Richie Zito. El álbum alcanzó el puesto No. 16 en la lista Billboard 200 y fue certificado como disco de platino. Contiene la reconocida power ballad "The Flame" y la canción "Don't Be Cruel", cover de Elvis Presley. El álbum marcó el retorno del bajista original de la banda, Tom Petersson.

## Lista de canciones
| N.º | Título                                    | Escritor(es)                    | Duración |  |
| 1.  | «Let Go»                                  | Rick Nielsen, Todd Cerney       | 4:25     |  |
| 2.  | «No Mercy»                                | Jon Lind, Jim Scott             | 3:54     |  |
| 3.  | «The Flame»                               | Bob Mitchell, Nick Graham       | 5:37     |  |
| 4.  | «Space»                                   | Mike Chapman, Holly Knight      | 4:16     |  |
| 5.  | «Never Had a Lot to Lose»                 | Robin Zander, Tom Petersson     | 3:22     |  |
| 6.  | «Don't Be Cruel» (Cover de Elvis Presley) | Otis Blackwell, Elvis Presley   | 3:06     |  |
| 7.  | «Wrong Side of Love»                      | Nielsen, Cerney                 | 3:59     |  |
| 8.  | «All We Need Is a Dream»                  | Nielsen, Zander, Gregg Giuffria | 4:20     |  |
| 9.  | «Ghost Town»                              | Nielsen, Diane Warren           | 4:11     |  |
| 10. | «All Wound Up»                            | Zander, Petersson, Janna Allen  | 4:45     |  |

## Créditos
- Robin Zander: voz principal y coros, guitarras rítmicas y sintetizadores
- Rick Nielsen: guitarras principales y ccoros
- Tom Petersson: bajo de 12 cuerdas y coros
- Bun E. Carlos: batería y percusiones